# Hans-Joachim Herberg
Hans-Joachim Herberg (* 21. Oktober 1919 in Köln; † 25. Oktober 1999 in Bergisch Gladbach) war ein deutscher Arzt.

## Leben
Herberg war Facharzt für Innere Krankheiten in Köln und Gutachter beim Kölner Versorgungsamt. 1964 wurde er Gründer und Vorstandsvorsitzender des Deutschen Dokumentationszentrums für Gesundheitsschäden nach Gefangenschaft und Verfolgung in Köln. Er trug die Amtsbezeichnung Regierungsmedizinaldirektor. Bei seiner Arbeit kooperierte er eng mit dem amerikanischen Arzt und Psychiater William G. Niederland, mit dem ihn eine lebenslange Freundschaft verband, sowie mit dem tschechoslowakisch-norwegischen Arzt und Psychiater Leo Eitinger, Oslo.
Sein 1963 mit Helmut Paul herausgegebenes Buch Psychische Spätschäden nach politischer Verfolgung wurde wegweisend für die nun einsetzende Beschäftigung mit den „psychischen Spätfolgen von Verfolgung und KZ-Haft in Deutschland“.

## Ehrungen
- 1963 erhielt er, u. a. zusammen mit Helmut Paul, den Leo-Baeck-Preis.[3]
- 1986 wurde er mit dem Bundesverdienstkreuz 1. Klasse ausgezeichnet.
- Ehrenmitglied des Zentralverbandes demokratischer  Widerstandskämpfer und Verfolgtenorganisationen (ZDWV).

## Werke
- Pathogenese und Folgen des akuten Carotis-Verschlusses. Dissertation. 1952.[4]

Als Herausgeber:
- mit Helmut Paul: Psychische Spätschäden nach politischer Verfolgung. S. Karger, Basel 1963.[1]
- Die Beurteilung von Gesundheitsschäden nach Gefangenschaft und Verfolgung. Internationales Medizinisch-Juristisches Symposium in Köln (= Extreme Lebensverhältnisse und ihre Folgen). Nicolai, Herford 1967.
- Spätschäden nach Extrembelastungen. Referate der II. Internationalen Medizinisch-Juristischen Konferenz in Düsseldorf 1969. Nicolai’sche Verlagsbuchhandlung, Herford 1971, S. 32.